# Mokoyafara
Mokoyafara est un village de la commune du Mali de Maréna Diombougou, dans le cercle de Ségala et la région de Kayes.

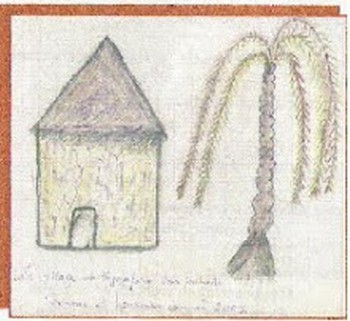
Logo de l'association Mokoyafara.

## Géographie
Petit village d’environ 1 200 habitants, il est situé en pleine zone d’émigration, à 40 kilomètres de Kayes, à l’ouest de Bamako et proche de la frontière mauritanienne. 

## Économie
L’activité reste l’agriculture avec des semences de mil et de maïs, pendant la saison des pluies. Certaines familles possèdent des troupeaux de vaches ou de moutons qui, regroupés sont conduits pendant la saison humide, par de jeunes bergers du village jusqu’en Mauritanie.

## Jumelages et coopération décentralisée
En l'an 2000, une association franco-malienne a été créée à Paris pour soutenir l'école du village.